# ASIN
O código ASIN foi criado pela empresa Amazon para identificar seus produtos. Toma o seu nome do inglês "Amazon Standard Identification Number". Todos os produtos vendidos pela Amazon o têm, sendo um código alfanumérico único.
No caso dos livros que têm ISBN, o código ASIN coincide com ele.